# Sześciobój ciężarowy
Sześciobój ciężarowy – konkurencja w podnoszeniu ciężarów, która była rozgrywana w Polsce w latach pięćdziesiątych i sześćdziesiątych XX wieku. Składała się z biegu, skoku, rzutu, pływania, rwania sztangi oraz podrzutu sztangi. Konkurencja ta miała na celu ocenę wszechstronności ciężarowca.